# Stéphane Maurice Bongho-Nouarra
Stéphane Maurice Bongho-Nouarra (Ouesso, 6 de junio de 1937 -Bruselas, 7 de octubre de 2007) fue un político congoleño. 
Sirvió al Gobierno de la República del Congo a finales de la década de 1960, tras lo cual partió a un largo período de exilio, regresando al país en los años 1990 para desempeñar un papel importante en la política nacional, llegando a desempeñarse brevemente como primer ministro de Congo-Brazzaville desde septiembre de 1992 hasta diciembre de 1992.

## Temprana edad y educación
Bongho-Nourra nació en Ouesso, en la Región de Sangha. Asistió a la escuela primaria en Brazzaville y Owando (entonces Fort Rousset) y recibió su certificado de educación primaria el 14 de junio de 1949. Después de asistir a la escuela secundaria, donde fue sexto en su clase, ingresó a la escuela militar en Brazzaville el 1 de octubre de 1951, permaneciendo allí hasta 1954. Posteriormente, estudió en Francia; después de completar su educación, regresó a Congo-Brazzaville en 1963.

## Carrera política
De vuelta en el Congo, Bongho-Nouarra se convirtió en jefe de la subdivisión de ingeniería agrícola en Pointe-Noire, convirtiéndose entonces en director regional de la primera región agrícola del país. Se convirtió en presidente de la Cámara Junior Internacional en el Congo y fue elegido vicepresidente de la Cámara Júnior Internacional en su congreso celebrado en Oklahoma City. También fue presidente del Comité Nacional Olímpico y Deportivo Congoleño. Después de desempeñarse como Presidente del Consejo Económico y Social de 1964 a 1965, fue nombrado Secretario de Estado de la Presidencia de la República, a cargo de Agricultura, Ganadería, Agua y Bosques, durante la presidencia de Alphonse Massamba-Débat en 1966.
Bongho-Nouarra fue nombrado ministro de Agricultura en enero de 1968 y posteriormente fue nombrado ministro de Obras Públicas, Vivienda y Transporte en el gobierno nombrado el 1 de enero de 1969. Poco después, sin embargo, fue destituido del gobierno por el presidente Marien Ngouabi debido a diferencias políticas de opinión. En cambio, ocupó un puesto administrativo en una escuela agrícola, pero en agosto de 1970 fue acusado de complicidad en un complot antigubernamental y fue condenado a diez años de prisión. Mientras estaba en prisión, fue torturado y fue puesto en libertad en 1971 debido a problemas de salud. Se exilió en Francia, donde recuperó su salud y se convirtió en consultor de varias empresas francesas y suizas. Como hombre de negocios, regresó a Congo-Brazzaville en 1977, pero se fue bajo presión y permaneció exiliado en Francia hasta 1990.
Al regresar a Congo-Brazzaville con la introducción de la política multipartidista en 1990, Bongho-Nouarra se convirtió en presidente honorario del Partido para la Reconstrucción y el Desarrollo del Congo (PRDC). Fue elegido segundo vicepresidente de la Conferencia Nacional de 1991, que marcó el inicio de la transición a elecciones multipartidistas. En las elecciones parlamentarias de 1992, fue elegido miembro de la Asamblea Nacional del distrito electoral de Mbama, en la región de Cuvette-Ouest. En ese momento, era el Coordinador Nacional de la Alianza Nacional para la Democracia (AND), una coalición de partidos que respaldó al candidato de la Unión Panafricana para la Socialdemocracia (UPADS) Pascal Lissouba en la primera ronda de las elecciones presidenciales de agosto de 1992. El 11 de agosto de 1992, Bongho-Nourra, actuando como Coordinador Nacional de la AND, y el Secretario General de la UPADS, Christophe Moukouéké, firmaron un acuerdo con el Secretario General del Partido Congoleño del Trabajo (PCT), Ambroise Noumazalaye; el acuerdo preveía una alianza entre las partes.
Tras la victoria de Lissouba, nombró a Bongho-Nouarra primer ministro el 2 de septiembre de 1992. El gobierno de Bongho-Nouarra fue nombrado el 7 de septiembre; según Bongho-Nouarra, su gobierno era un "gabinete de guerra", y prometió un "asalto total" destinado a resolver los problemas del Congo. También dijo que los miembros de su gobierno fueron seleccionados por su pericia más que por su experiencia política.
El PCT estaba descontento con el pequeño número de carteras que recibió en el gobierno de Bongho-Nouarra. Se unió a la alianza opositora Unión para la Renovación Democrática (URD) para formar una mayoría parlamentaria contra la UPADS y, en consecuencia, el gobierno de Bongho-Nouarra fue derrotado en una Moción de censura el 31 de octubre de 1992; los diputados de AND no estuvieron presentes para la votación, y se llevó a cabo a mano alzada. Como resultado de la votación, Bongho-Nouarra dimitió el 11 de noviembre y Lissouba, en lugar de nombrar un nuevo primer ministro de la alianza de oposición, disolvió la Asamblea Nacional el 17 de noviembre. Aunque quería que Bongho-Nouarra permaneciera en el cargo hasta que se celebraran nuevas elecciones parlamentarias, la oposición exigió que se restableciera la Asamblea Nacional y que el gobierno de Bongho-Nouarra renunciara; En una protesta el 30 de noviembre, las fuerzas de seguridad mataron a tres personas. El ejército instó al nombramiento de un nuevo gobierno con un primer ministro neutral y advirtió que podría dar un golpe si la situación continuaba. Se llegó a un acuerdo el 3 de diciembre para formar un gobierno de unidad nacional y Lissouba nombró a Claude Antoine Dacosta para reemplazar a Bongho-Nouarra el 6 de diciembre.
Después de dejar el cargo de primer ministro, Bongho-Nouarra volvió a actuar como coordinador de los partidos pro-Lissouba en la campaña para las elecciones parlamentarias de mayo – junio de 1993. También continuó ocupando cargos de alto nivel durante la presidencia de Lissouba, sirviendo como asesor especial del presidente de la República, con el rango de ministro de Estado, como presidente del Comité Sociocultural, y luego como ministro de Defensa Nacional. Dejó Congo-Brazzaville en el momento de la Guerra Civil de 1997, pero regresó temporalmente para un diálogo nacional en 1998. Mientras estaba en el exilio, respaldó a un grupo en el exilio, el Frente Patriótico para el Diálogo y la Reconciliación Nacional (FPDRN), que pidió la paz y la reconciliación y no desafió la legitimidad del presidente Denis Sassou-Nguesso. Este grupo fue fundado en París en octubre de 2000. Bongho-Nouarra vivió en Bruselas, Bélgica, con mala salud durante varios años antes de morir allí el 7 de octubre de 2007. El 8 de octubre, Sassou Nguesso calificó su muerte como "una gran pérdida". El cuerpo de Bongho-Nouarra fue devuelto a Congo-Brazzaville el 22 de octubre y fue enterrado en un cementerio en Brazzaville el 23 de octubre.